# Sympetrum madidum
Sympetrum madidum е вид водно конче от семейство Libellulidae. Видът не е застрашен от изчезване.

## Разпространение и местообитание
Разпространен е в Канада (Албърта, Британска Колумбия, Манитоба, Саскачеван, Северозападни територии и Юкон) и САЩ (Айдахо, Айова, Вашингтон, Калифорния, Колорадо, Минесота, Мисури, Монтана, Небраска, Невада, Орегон, Северна Дакота, Уайоминг и Юта).
Обитава езера, блата, мочурища и тресавища.

## Описание
Популацията на вида е стабилна.